# NGC 4947
NGC 4947 este o emission-line galaxy⁠(d) situată în constelația Centaurul. A fost descoperită în 1 mai 1834 de către John Herschel. Se află la o distanță de 27 de megaparseci de Pământ.